# Овчарица (язовир)
Вижте пояснителната страница за други значения на Овчарица.
„Овчарица“ е язовир в Югоизточна България, на границата на областите Сливен, Стара Загора и Ямбол. Завършен през 1967 година, той има комплексно предназначение – техническо водоснабдяване и охлаждане на отработените води на съседния ТЕЦ „Марица Изток 2“ и отклоняване на водите на река Овчарица от изкопите на Мини „Марица изток“. Поради това водата му не замръзва през зимата, когато поддържа средна температура от около 18 градуса. Язовир Овчарица е важно местообитание за застрашени от изчезване видове птици, както и предпочитано място за спортен риболов.

## Местоположение и размери
Язовир Овчарица се намира на 40 km югозападно от Ямбол, на 47 km югоизточно от Стара Загора и на 50 km южно от Сливен. Разположен е върху части от землищата на селата Ковачево, Овчи кладенец, Радецки, Бял кладенец и Скалица.
Язовирът и хидровъзелът около него е проектиран в „Енергопроект“ през 1961 – 1963 година, завиряването му започва през 1965 година и е официално открит през 1967 година, като в хода на строителството проектът е изменян заради нуждите на отводняването на разрастващия се рудник „Трояново-север“.
Заради специфичното си предназначение язовир „Овчарица“ има особена структура, формирана от допълнителни язовирни стени, разделящи го на участъци с различен топлинен режим. Основната земнонасипна стена „Овчарица“ прегражда коритото на река Овчарица и има максимална височина 22 m и дължина по короната 1480 m. По короната ѝ преминава Републикански път II-55.
След първоначалното изграждане на стена „Овчарица“ зоната пред въздушния ѝ откос е използван като сгуроотвал, като в наши дни той е изцяло затрупан. В известен период сгуроотвалът дори е на по-високо ниво от стената, променяйки нейният режим на работа, заради което през 2001 година сгуроотвалът е реконструиран и близката до язовира част е рекултивирана. Заради развитието на сгуроотвала е заменен и първоначалният преливник на стената, като днес се използва преливник на десния бряг с капацитет 8,5 m³/s, отвеждащ водите по канал през площадката на ТЕЦ „Марица Изток 2“.
Язовирна стена „Бял кладенец“ е изградена в коритото на река Бял кладенец, малко над вливането ѝ в Овчарица, като обособява част от язовира – наричана и язовир „Бял кладенец“ – с обем 6,3 млн. m³ и с по-топла вода, тъй като в него се влива топлия канал на ТЕЦ „Марица Изток 2“. Стената е земнонасипна, преливна и натоварена с воден натиск от двете страни. Височината ѝ е 15 m, а дължината по короната е 475 m.
Язовирна стена „Скендер дере“ отделя друго топло езеро с обем 217 000 m³. Тя е земнонасипна с височина 7 m и дължина по короната 182 m. Земнонасипната контрастена „Овчи кладенец“ е разположена на левия бряг на язовира, при село Овчи кладенец, и има височина 7 m и дължина 725 m. Към язовир „Овчарица“ е интегриран и разположения в източния му край язовир „Скалица“, който първоначално е предвиден за напояване, но днес се използва като ретензионен обем за използване на високи води.
Общият обем на водохранилището е 62,4 млн. m³, а залятата площ е 699 хектара. Тъй като собственият водосбор на язовира е недостатъчен, за да покрие нуждите на ТЕЦ „Марица Изток 2“, той се захранва с води от река Тунджа, прехвърляни чрез деривационния канал „Ханово-Скалица“. Той започва от водохващане при село Ханово и включва две помпени станции (при Ханово и Ботево), 5 дюкера с обща дължина 7,9 km, 6 открити канала с обща дължина 25,4 km и бързоток, вливащ се в язовир „Скалица“ и през нормално отворения му основен изпускател в язовир „Овчарица“.

## Флора и фауна

### Флора
Бреговете на язовира са обрасли с водолюбива растителност, предимно папур. На места в долините на вливащите се в язовира реки се среща мочурна и хигрофитна тревна растителност. Сред дървесните видове преобладава върбата.

### Птици
Язовир Овчарица е важно месттобитание за много видове прелетни и водолюбиви птици. По тази причина язовирът е обявен за защитена зона в рамките на екологична мрежа НАТУРА 2000. Защитената зона при язовира е на площ 43 000 дка. Ежегодно около и в язовира се концентрират до 45799 водолюбиви птици от около 35 вида. От установените общо 87 вида птици, 22 са включени в Червената книга на България, а 62 вида са от европейско природозащитно значение. Язовирът е един от важните места в света за зимуване на големия корморан, къдроглавия пеликан и голямата белочела гъска.Под защита са още и видове като червеногуш гмуркач и червеногуша гъска, белоока потапница, орел рибар, малък корморан, розов пеликан, голям воден бик, нощна чапла, черен щъркел и др.

### Риба
Язовир Овчарица е популярно място за риболов, като ежегодно там се провежда състезание по спортен риболов, организирано от ТЕЦ Марица Изток 2. Целогодишно високите температури на водата означават, че рибата има възможност да се храни през цялата година. Това способства за бързия растеж на рибите. Язовирът е обитаван от почти всички сладководни видове – от червеноперка и каракуда до сом (американски и европейски), шаран, толстолоб, бял амур и други.